# Jean Gijsberto de Mey van Streefkerk (1754-1844)
Pour les articles homonymes, voir Jean Gijsberto de Mey van Streefkerk.
Jean Gijsberto de Mey van Streefkerk, né le 10 juillet 1754 à Leyde et mort dans cette ville le 20 décembre 1844, est un homme politique néerlandais.

## Biographie
Jean de Mey van Streefkerk fait partie d'une famille de régents de Leyde et fait ses études de droit romain et de droit moderne à l'université de la ville, dont il sort diplômé le 30 juin 1775. De 1784 à 1788, pendant la Révolution batave, il est membre de la vroedschap de Leyde, et en devient échevin de 1788 à 1789. Il reste sans responsabilité jusqu'à la seconde révolution et l'établissement de la République batave au début de l'année 1795, où il est membre de l'assemblée provisoire des citoyens de Leyde.
De 1799 à 1802, il est conseiller au tribunal du département du Texel. En 1805, il est de nouveau membre du conseil de Leyde.
En 1814, il est choisi par le prince souverain Guillaume d'Orange pour siéger à l'Assemblée des notables, pour le département des Bouches-de-la-Meuse. En 1818, il est élu représentant de Leyde aux États provinciaux de Hollande. En 1824, il est nommé Bourgmestre de Leyde et le reste jusqu'en 1843.
Il est le père de Jean Gijsberto de Mey van Streefkerk, proche conseiller du roi Guillaume Ier, ministre d'État et membre de la première Chambre des États généraux.